# Metamorfosis (Miró)
Les Metamorfosis és una sèrie de dibuixos-collage realitzada per Joan Miró entre 1935 i 1936. Es tracta d'una sèrie d'obres fetes com a interludi mentre Miró realitzava la sèrie Pintures damunt masonita.

## Descripció
Com a la sèrie feta sobre masonita, en aquestes obres el pintor expressa la seva preocupació per la situació política del moment, el bienni negre conservador, quan els ministres conservadors tot just incorporats al govern central van provocar un seguit de protestes generalitzades arreu del territori i la República Catalana va ser fortament represa des de l'exèrcit.
En aquesta sèrie el pintor fa servir retalls de diaris i revistes, creant collages amb elements quotidians. Es considera un reflex de la visió del pintor sobre el canvi que està patint la política arran de la victòria del Front Popular.

## Sèrie
| Registre (Dupin) | Obra        | Data                           | Format                                                                         | Mides (cm) | Museu                                           | Ciutat    | Ref.        |
| ---------------- | ----------- | ------------------------------ | ------------------------------------------------------------------------------ | ---------- | ----------------------------------------------- | --------- | ----------- |
| 593              | Metamorfosi | 1936                           | llapis, collage i calcomania damunt paper                                      | 46 × 62    | Col·lecció privada                              | ND        | [ 2 ]       |
| 594              | Metamorfosi | 23 de març - 4 d'abril de 1936 | llapis, collage i calcomania damunt paper                                      | 64 × 48    | The Pierre and Maria Gaetana-Matisse Foundation | Nova York | [ 2 ]       |
| 595              | Metamorfosi | 1936                           | llapis i calcomania damunt paper                                               | 64 × 43.5  | MoMA                                            | Nova York | [ 3 ] [ 4 ] |
| 596              | Metamorfosi | 1936                           | llapis, collage i calcomania damunt paper                                      | 62 × 46    | Col·lecció privada.                             | ND        | [ 3 ]       |
| 597              | Metamorfosi | 23 de març - 4 d'abril de 1936 | llapis, tinta india, collage i diari damunt paper                              | 62 × 46    | Col·lecció privada.                             | ND        | [ 5 ]       |
| 598              | Metamorfosi | 1936                           | llapis, tinta india, calcomania i aquarel·la damunt paper                      | 62 × 46    | Col·lecció privada.                             | ND        | [ 5 ]       |
| 599              | Metamorfosi | 23 de març - 4 d'abril de 1936 | llapis, tinta india, calcomania i aquarel·la damunt paper                      | 62 × 46    | Col·lecció privada.                             | ND        | [ 6 ]       |
| 600              | Metamorfosi | 1936                           | llapis, tinta india, calcomania i aquarel·la damunt paper                      | 62 × 46    | Col·lecció privada.                             | ND        | [ 6 ]       |
| 601              | Metamorfosi | 23 de març - 4 d'abril de 1936 | llapis, tinta india, calcomania, collage de diaris i aquarel·la damunt paper   | 64 × 48    | Col·lecció privada.                             | ND        | [ 7 ]       |
| 602              | Metamorfosi | 23 de març - 4 d'abril de 1936 | guaix, tinta india, calcomania damunt paper                                    | 62 × 46    | R. and H.Batliner Foundation                    |           | [ 7 ]       |
| 603              | Metamorfosi | 23 de març - 4 d'abril de 1936 | llapis, tinta india, calcomania i aquarel·la damunt paper                      | 46 × 62    | Col·lecció privada.                             | ND        | [ 7 ]       |
| 604              | Metamorfosi | 23 de març - 4 d'abril de 1936 | llapis, tinta india i collage de diaris damunt paper                           | 48 × 64    | The Pierre and Maria-Gaetana Matisse Foundation | Noya York | [ 8 ]       |
| 605              | Metamorfosi | 23 de març - 4 d'abril de 1936 | llapis, tinta india, collage de diaris i aquarel·la damunt paper               | 46 × 62    | Richard and Mary L.Gray Collection.             | Chicago   | [ 9 ]       |
| 606              | Metamorfosi | 23 de març - 4 d'abril de 1936 | llapis, tinta india, guaix i calcomania damunt paper                           | 46 × 62    | Col·lecció privada.                             | ND        | [ 10 ]      |
| 607              | Metamorfosi | 23 de març - 4 d'abril de 1936 | llapis, tinta india, aquarel·la i calcomania damunt paper                      | 62 × 46    | Col·lecció privada.                             | ND        | [ 10 ]      |
| 608              | Metamorfosi | 23 de març - 4 d'abril de 1936 | llapis, aquarel·la, calcomania i plantilles damunt paper                       | 62 × 46    | Col·lecció privada.                             | ND        | [ 11 ]      |
| 609              | Metamorfosi | 23 de març - 4 d'abril de 1936 | llapis, collage i calcomania damunt paper                                      | 62 × 46    | Col·lecció privada.                             | ND        | [ 11 ]      |
| 610              | Metamorfosi | 23 de març - 4 d'abril de 1936 | llapis, tinta india, aiguarràs, aquarel·la i calcomania damunt paper           | 46 × 62    | Col·lecció privada.                             | ND        | [ 12 ]      |
| 611              | Metamorfosi | 23 de març - 4 d'abril de 1936 | llapis, aquarel·la, collage, calcomania i plantilles damunt paper              | 64 × 48    | The Pierre and Maria-Gaetana Matisse Foundation | Nova York | [ 11 ]      |
| 612              | Metamorfosi | 23 de març - 4 d'abril de 1936 | llapis, aquarel·la, calcomania i plantilla damunt paper                        | 47 × 59    | Col·lecció privada.                             | ND        | [ 13 ]      |
| 613              | Metamorfosi | 23 de març - 4 d'abril de 1936 | llapis, tinta xinesa, aquarel·la, calcomania, collage i plantilla damunt paper | 48 × 64    | Col·lecció privada.                             | ND        | [ 13 ]      |
| 614              | Metamorfosi | 23 de març - 4 d'abril de 1936 | llapis, collage, aquarel·la, calcomania i plantilla damunt paper               | 46 × 62    | Col·lecció privada.                             | ND        | [ 13 ]      |
| 615              | Metamorfosi | 23 de març - 4 d'abril de 1936 | llapis, collage, aquarel·la, calcomania i plantilla damunt paper               | 48 × 64    | The Pierre and Maria-Gaetana Matisse Foundation | Nova York | [ 13 ]      |